# Neringa (Vorname)
Neringa ist ein litauischer weiblicher Vorname, abgeleitet von der Sagengestalt Neringa.

## Personen
- Neringa Karosaitė (*  1980), Badmintonspielerin
- Neringa Morozaitė-Rasmussen (* 1979), Wirtschaftspolitikerin, Vizeministerin
- Neringa Venckienė (* 1971), Juristin und Politikerin

## Nachweise
1. ↑  Mykolas Sluckis: Neringa und Naglis oder das Märchen von den Riesen, die nicht König werden wollten. Aufbau-Verlag, Berlin 1971.
2. ↑  Litauen. Die Kurische Nehrung. WDR, 2017.